# 非夏爾州
非夏爾州，是阿爾巴尼亞中西部的一个州份。面积为1,890平方公里，人口数量为286,002（2021年）。州府为费里。

## 行政区划
2000年之前，费里州划分为三个区：费里区、卢什涅区和馬拉卡斯特區。2015年之前该州共有42个市镇。2015年地方政府改革后，该州下分为6个市镇：迪夫亞卡、费里、卢什涅、馬拉卡斯特、帕托斯和羅斯科韋茨。这些市镇下共有42个行政分区。